# Mecistocephalus porosus
Mecistocephalus porosus är en mångfotingart som beskrevs av Haase 1887. Mecistocephalus porosus ingår i släktet Mecistocephalus och familjen storhuvudjordkrypare.
Artens utbredningsområde är Fiji. Inga underarter finns listade i Catalogue of Life.